# Giải vô địch bóng đá Đông Nam Á 2020 (Bảng B)
Bảng B là một trong hai bảng đấu của Giải vô địch bóng đá Đông Nam Á 2020, gồm có các đội tuyển Việt Nam, Malaysia, Indonesia, Campuchia và Lào  Các đội sẽ thi đấu vòng tròn một lượt tập trung tại Singapore. Hai đội đứng đầu sẽ giành quyền tham dự vòng đấu loại trực tiếp.

## Các đội tuyển
| Thứ tự bốc thăm | Đội       | Số lần tham dự | Thành tích tốt nhất                                  | Vị trí trên Bảng xếp hạng FIFA (vào ngày 19 tháng 11) |
| --------------- | --------- | -------------- | ---------------------------------------------------- | ----------------------------------------------------- |
| B1              | Việt Nam  | 13 lần         | Vô địch (2008, 2018)                                 | 99                                                    |
| B2              | Malaysia  | 13 lần         | Vô địch (2010)                                       | 154                                                   |
| B3              | Indonesia | 13 lần         | Á quân (2000, 2002, 2004, 2010, 2016)                | 166                                                   |
| B4              | Campuchia | 8 lần          | Vòng bảng (1996, 2000, 2002, 2004, 2008, 2016, 2018) | 170                                                   |
| B5              | Lào       | 12 lần         | Vòng bảng (11 lần)                                   | 185                                                   |

## Lịch thi đấu
| Lượt trận   | Thời gian            |
| ----------- | -------------------- |
| Lượt trận 1 | 6 tháng 12 năm 2021  |
| Lượt trận 2 | 9 tháng 12 năm 2021  |
| Lượt trận 3 | 12 tháng 12 năm 2021 |
| Lượt trận 4 | 15 tháng 12 năm 2021 |
| Lượt trận 5 | 19 tháng 12 năm 2021 |

## Bảng xếp hạng
| VT | Đội       | ST | T | H | B | BT | BB | HS  | Đ  | Giành quyền tham dự     |
| -- | --------- | -- | - | - | - | -- | -- | --- | -- | ----------------------- |
| 1  | Indonesia | 4  | 3 | 1 | 0 | 13 | 4  | +9  | 10 | Vòng đấu loại trực tiếp |
| 2  | Việt Nam  | 4  | 3 | 1 | 0 | 9  | 0  | +9  | 10 | Vòng đấu loại trực tiếp |
| 3  | Malaysia  | 4  | 2 | 0 | 2 | 8  | 8  | 0   | 6  |                         |
| 4  | Campuchia | 4  | 1 | 0 | 3 | 6  | 11 | −5  | 3  |                         |
| 5  | Lào       | 4  | 0 | 0 | 4 | 1  | 14 | −13 | 0  |                         |

## Các trận đấu
Tất cả thời gian được liệt kê là giờ Singapore (UTC+8).

### Campuchia v Malaysia
| Campuchia           | 1–3                             | Malaysia                                             |
| ------------------- | ------------------------------- | ---------------------------------------------------- |
| - Rosib 90' (ph.đ.) | Chi tiết (AFFSZ) Chi tiết (AFF) | - Safawi 23' (ph.đ.) - Rashid 61' - Kogileswaran 78' |

| Campuchia | Malaysia |

| GK               | 1  | Keo Soksela      |     |     |
| RB               | 2  | Ken Chansopheak  | 22' | 72' |
| CB               | 5  | Soeuy Visal (c)  |     |     |
| CB               | 6  | Tes Sambath      |     |     |
| LB               | 19 | Cheng Meng       |     |     |
| CM               | 12 | Sos Suhana       |     | 62' |
| CM               | 8  | Orn Chanpolin    |     |     |
| CM               | 10 | Kouch Sokumpheak |     | 84' |
| RW               | 9  | Sieng Chanthea   |     | 61' |
| CF               | 11 | Chan Vathanaka   |     | 72' |
| LW               | 17 | Lim Pisoth       |     |     |
| Cầu thủ dự bị:   |    |                  |     |     |
| DF               | 3  | Sath Rosib       |     | 61' |
| FW               | 20 | Nhean Sosidan    |     | 62' |
| FW               | 14 | Keo Sokpheng     |     | 72' |
| DF               | 4  | Sareth Krya      |     | 72' |
| MF               | 18 | Brak Thiva       |     | 84' |
| Huấn luyện viên: |    |                  |     |     |
| Ryu Hirose       |    |                  |     |     |

| GK               | 21 | Khairul Fahmi          | 89' |     |
| RB               | 16 | Rizal Ghazali          |     |     |
| CB               | 7  | Aidil Zafuan (c)       |     |     |
| CB               | 3  | Shahrul Saad           |     |     |
| LB               | 4  | Syahmi Safari          |     |     |
| CM               | 8  | Baddrol Bakhtiar       |     |     |
| CM               | 5  | Junior Eldstal         |     | 27' |
| CM               | 20 | Syafiq Ahmad           |     | 75' |
| RW               | 11 | Safawi Rasid           |     | 75' |
| CF               | 9  | Guilherme de Paula     |     | 65' |
| LW               | 19 | Akhyar Rashid          |     | 75' |
| Cầu thủ dự bị:   |    |                        |     |     |
| MF               | 14 | Mukhairi Ajmal         |     | 27' |
| WF               | 18 | Luqman Hakim Shamsudin |     | 65' |
| FW               | 10 | Shahrel Fikri          |     | 75' |
| MF               | 13 | Arif Aiman Hanapi      |     | 75' |
| MF               | 15 | Kogileswaran Raj       |     | 75' |
| Huấn luyện viên: |    |                        |     |     |
| Tan Cheng Hoe    |    |                        |     |     |

### Lào v Việt Nam
| Lào | 0–2                             | Việt Nam                                    |
| --- | ------------------------------- | ------------------------------------------- |
|     | Chi tiết (AFFSZ) Chi tiết (AFF) | - Nguyễn Công Phượng 26' - Phan Văn Đức 55' |

| Lào | Việt Nam |

| GK               | 12 | Keo-Oudone Souvannasangso     |       |     |
| RWB              | 6  | Xeedee Phomsavanh             |       |     |
| CB               | 15 | Thipphachanth Inthavong       |       |     |
| CB               | 8  | Mitsada Saytaifah             | 45+6' |     |
| CB               | 3  | Anantaza Siphongphan          |       |     |
| LWB              | 19 | Nalongsit Chanhthalangsy      |       | 64' |
| RM               | 7  | Soukaphone Vongchiengkham (c) | 8'    | 69' |
| CM               | 10 | Phoutthasay Khochalern        |       |     |
| CM               | 11 | Manolom Phetphakdy            |       | 68' |
| LM               | 17 | Bounphachan Bounkong          |       | 86' |
| CF               | 21 | Billy Ketkeophomphone         |       | 86' |
| Cầu thủ dự bị:   |    |                               |       |     |
| DF               | 23 | Chitpasong Latthachack        | 74'   | 64' |
| MF               | 5  | Phathana Phommathep           |       | 68' |
| FW               | 22 | Chony Wenpaserth              |       | 69' |
| MF               | 9  | Kydavone Souvanny             |       | 86' |
| FW               | 13 | Somxay Keohanam               |       | 86' |
| Huấn luyện viên: |    |                               |       |     |
| V. Selvaraj      |    |                               |       |     |

| GK               | 23 | Trần Nguyên Mạnh      |     |     |
| CB               | 2  | Đỗ Duy Mạnh           |     |     |
| CB               | 4  | Bùi Tiến Dũng         |     |     |
| CB               | 16 | Nguyễn Thành Chung    | 63' |     |
| RM               | 13 | Hồ Tấn Tài            |     | 86' |
| CM               | 14 | Nguyễn Hoàng Đức      |     | 46' |
| CM               | 6  | Lương Xuân Trường (c) |     | 70' |
| LM               | 7  | Nguyễn Phong Hồng Duy |     | 59' |
| RF               | 10 | Nguyễn Công Phượng    |     |     |
| CF               | 22 | Nguyễn Tiến Linh      |     | 46' |
| LF               | 20 | Phan Văn Đức          |     |     |
| Cầu thủ dự bị:   |    |                       |     |     |
| MF               | 19 | Nguyễn Quang Hải      |     | 46' |
| MF               | 8  | Trần Minh Vương       |     | 46' |
| DF               | 17 | Vũ Văn Thanh          |     | 59' |
| FW               | 9  | Nguyễn Văn Toàn       |     | 70' |
| DF               | 21 | Trần Đình Trọng       |     | 86' |
| Huấn luyện viên: |    |                       |     |     |
| Park Hang-seo    |    |                       |     |     |

### Malaysia v Lào
| Malaysia                            | 4–0                             | Lào |
| ----------------------------------- | ------------------------------- | --- |
| - Safawi 7', 33', 80' - Shahrul 78' | Chi tiết (AFFSZ) Chi tiết (AFF) |     |

| Malaysia | Lào |

| GK               | 21 | Khairul Fahmi          |  |     |
| RB               | 16 | Rizal Ghazali          |  |     |
| CB               | 7  | Aidil Zafuan (c)       |  | 66' |
| CB               | 3  | Shahrul Saad           |  |     |
| LB               | 4  | Syahmi Safari          |  |     |
| DM               | 8  | Baddrol Bakhtiar       |  |     |
| RM               | 11 | Safawi Rasid           |  | 81' |
| CM               | 14 | Mukhairi Ajmal         |  |     |
| CM               | 20 | Syafiq Ahmad           |  | 66' |
| LM               | 13 | Arif Aiman Hanapi      |  | 77' |
| CF               | 18 | Luqman Hakim Shamsudin |  | 66' |
| Cầu thủ dự bị:   |    |                        |  |     |
| MF               | 15 | Kogileswaran Raj       |  | 66' |
| DF               | 6  | Dominic Tan            |  | 66' |
| FW               | 10 | Shahrel Fikri          |  | 66' |
| DF               | 17 | Arif Fadzilah          |  | 77' |
| FW               | 9  | Guilherme de Paula     |  | 81' |
| Huấn luyện viên: |    |                        |  |     |
| Tan Cheng Hoe    |    |                        |  |     |

| GK               | 12 | Keo-Oudone Souvannasangso     |     |     |
| RWB              | 6  | Xeedee Phomsavanh             |     |     |
| CB               | 3  | Anantaza Siphongphan          |     | 46' |
| CB               | 8  | Mitsada Saytaifah             |     | 61' |
| CB               | 15 | Thipphachanth Inthavong       |     |     |
| LWB              | 19 | Nalongsit Chanhthalangsy      |     | 76' |
| RM               | 7  | Soukaphone Vongchiengkham (c) |     | 46' |
| CM               | 10 | Phoutthasay Khochalern        |     |     |
| CM               | 11 | Manolom Phetphakdy            |     | 46' |
| LM               | 17 | Bounphachan Bounkong          |     |     |
| CF               | 21 | Billy Ketkeophomphone         |     |     |
| Cầu thủ dự bị:   |    |                               |     |     |
| DF               | 4  | Kaharn Phetsivilay            |     | 46' |
| DF               | 24 | Aphixay Thanakhanty           | 59' | 46' |
| FW               | 22 | Chony Wenpaserth              |     | 46' |
| DF               | 25 | Loungleung Keophouvong        |     | 61' |
| MF               | 9  | Kydavone Souvanny             |     | 76' |
| Huấn luyện viên: |    |                               |     |     |
| V. Selvaraj      |    |                               |     |     |

### Indonesia v Campuchia
| Indonesia                                    | 4–2                             | Campuchia                      |
| -------------------------------------------- | ------------------------------- | ------------------------------ |
| - Irianto 4', 33' - Dimas 17' - Rumakiek 54' | Chi tiết (AFFSZ) Chi tiết (AFF) | - Yue Safy 37' - Prak Udom 60' |

| Indonesia | Campuchia |

| GK               | 26 | Syahrul Fadil      |       |     |
| RB               | 14 | Asnawi Mangkualam  |       |     |
| CB               | 4  | Ryuji Utomo        |       | 46' |
| CB               | 28 | Alfeandra Dewangga |       |     |
| LB               | 12 | Pratama Arhan      |       | 41' |
| DM               | 13 | Rachmat Irianto    |       |     |
| CM               | 6  | Evan Dimas (c)     |       | 72' |
| AM               | 15 | Ricky Kambuaya     |       |     |
| RW               | 8  | Witan Sulaeman     |       |     |
| CF               | 7  | Ezra Walian        |       | 84' |
| LW               | 25 | Irfan Jaya         |       | 46' |
| Cầu thủ dự bị:   |    |                    |       |     |
| DF               | 3  | Edo Febriansyah    | 90+2' | 41' |
| DF               | 11 | Victor Igbonefo    |       | 46' |
| MF               | 20 | Ramai Rumakiek     | 47'   | 46' |
| MF               | 17 | Syahrian Abimanyu  |       | 72' |
| FW               | 9  | Kushedya Yudo      |       | 84' |
| Huấn luyện viên: |    |                    |       |     |
| Shin Tae-yong    |    |                    |       |     |

| GK               | 22 | Hul Kimhuy      |  |     |
| RB               | 4  | Sareth Krya     |  |     |
| CB               | 15 | Yue Safy        |  |     |
| CB               | 6  | Tes Sambath (c) |  |     |
| LB               | 3  | Sath Rosib      |  | 57' |
| CM               | 20 | Nhean Sosidan   |  | 57' |
| CM               | 24 | Choun Chanchav  |  | 77' |
| CM               | 13 | Min Ratanak     |  | 57' |
| RW               | 9  | Sieng Chanthea  |  |     |
| CF               | 14 | Keo Sokpheng    |  | 71' |
| LW               | 17 | Lim Pisoth      |  |     |
| Cầu thủ dự bị:   |    |                 |  |     |
| FW               | 7  | Prak Mony Udom  |  | 57' |
| FW               | 27 | Leng Nora       |  | 57' |
| MF               | 16 | Chrerng Polroth |  | 57' |
| MF               | 18 | Brak Thiva      |  | 71' |
| MF               | 12 | Sos Suhana      |  | 77' |
| Huấn luyện viên: |    |                 |  |     |
| Ryu Hirose       |    |                 |  |     |

### Lào v Indonesia
| Lào            | 1–5                             | Indonesia                                                     |
| -------------- | ------------------------------- | ------------------------------------------------------------- |
| - Kydavone 41' | Chi tiết (AFFSZ) Chi tiết (AFF) | - Asnawi 23' - Irfan 34' - Witan 56' - Walian 77' - Dimas 84' |

| Lào | Indonesia |

| GK               | 12 | Keo-Oudone Souvannasangso  |     | 45' |
| RWB              | 6  | Xeedee Phomsavanh          |     | 61' |
| CB               | 4  | Kaharn Phetsivilay         |     |     |
| CB               | 8  | Mitsada Saytaifah          |     | 33' |
| CB               | 15 | Thipphachanth Inthavong    |     |     |
| LWB              | 25 | Loungleung Keophouvong     |     | 90' |
| RM               | 9  | Kydavone Souvanny          |     |     |
| CM               | 10 | Phoutthasay Khochalern (c) |     |     |
| CM               | 5  | Phathana Phommathep        | 50' |     |
| LM               | 17 | Bounphachan Bounkong       |     | 90' |
| CF               | 21 | Billy Ketkeophomphone      |     |     |
| Cầu thủ dự bị:   |    |                            |     |     |
| DF               | 24 | Aphixay Thanakhanty        | 36' | 33' |
| GK               | 1  | Solasak Thilavong          |     | 45' |
| FW               | 13 | Somxay Keohanam            |     | 61' |
| DF               | 2  | Photthavong Sangvilay      |     | 90' |
| FW               | 18 | Vannasone Douangmaity      |     | 90' |
| Huấn luyện viên: |    |                            |     |     |
| V. Selvaraj      |    |                            |     |     |

| GK               | 1  | Ernando Ari        |  |     |
| RB               | 14 | Asnawi Mangkualam  |  |     |
| CB               | 5  | Rizky Ridho        |  | 71' |
| CB               | 28 | Alfeandra Dewangga |  |     |
| LB               | 3  | Edo Febriansyah    |  |     |
| CM               | 15 | Ricky Kambuaya     |  |     |
| CM               | 13 | Rachmat Irianto    |  | 45' |
| CM               | 6  | Evan Dimas (c)     |  |     |
| RW               | 9  | Kushedya Yudo      |  | 45' |
| CF               | 27 | Dedik Setiawan     |  | 71' |
| LW               | 25 | Irfan Jaya         |  | 80' |
| Cầu thủ dự bị:   |    |                    |  |     |
| MF               | 8  | Witan Sulaeman     |  | 45' |
| DF               | 30 | Elkan Baggott      |  | 45' |
| FW               | 7  | Ezra Walian        |  | 71' |
| DF               | 19 | Fachrudin Aryanto  |  | 71' |
| FW               | 20 | Ramai Rumakiek     |  | 80' |
| Huấn luyện viên: |    |                    |  |     |
| Shin Tae-yong    |    |                    |  |     |

### Việt Nam v Malaysia
| Việt Nam                                                               | 3–0                             | Malaysia |
| ---------------------------------------------------------------------- | ------------------------------- | -------- |
| - Nguyễn Quang Hải 32' - Nguyễn Công Phượng 36' - Nguyễn Hoàng Đức 89' | Chi tiết (AFFSZ) Chi tiết (AFF) |          |

| Việt Nam | Malaysia |

| GK               | 23 | Trần Nguyên Mạnh      |     |     |
| CB               | 2  | Đỗ Duy Mạnh           |     |     |
| CB               | 3  | Quế Ngọc Hải (c)      | 51' |     |
| CB               | 16 | Nguyễn Thành Chung    |     | 64' |
| RM               | 17 | Vũ Văn Thanh          |     |     |
| CM               | 14 | Nguyễn Hoàng Đức      |     |     |
| CM               | 11 | Nguyễn Tuấn Anh       |     |     |
| LM               | 7  | Nguyễn Phong Hồng Duy |     | 76' |
| RW               | 19 | Nguyễn Quang Hải      |     | 64' |
| CF               | 10 | Nguyễn Công Phượng    |     | 55' |
| LW               | 20 | Phan Văn Đức          |     | 75' |
| Cầu thủ dự bị:   |    |                       |     |     |
| CF               | 22 | Nguyễn Tiến Linh      |     | 55' |
| CF               | 9  | Nguyễn Văn Toàn       |     | 64' |
| CB               | 4  | Bùi Tiến Dũng         |     | 64' |
| CM               | 6  | Lương Xuân Trường     |     | 75' |
| CM               | 13 | Hồ Tấn Tài            |     | 76' |
| Huấn luyện viên: |    |                       |     |     |
| Park Hang-seo    |    |                       |     |     |

| GK               | 21 | Khairul Fahmi          |     |     |
| RB               | 16 | Rizal Ghazali          | 43' |     |
| CB               | 7  | Aidil Zafuan (c)       |     | 24' |
| CB               | 3  | Shahrul Saad           |     | 71' |
| LB               | 4  | Syahmi Safari          |     |     |
| DM               | 8  | Baddrol Bakhtiar       |     |     |
| RM               | 11 | Safawi Rasid           |     |     |
| CM               | 14 | Mukhairi Ajmal         |     | 46' |
| CM               | 20 | Syafiq Ahmad           |     | 71' |
| LM               | 13 | Arif Aiman Hanapi      |     |     |
| CF               | 18 | Luqman Hakim Shamsudin |     | 46' |
| Cầu thủ dự bị:   |    |                        |     |     |
| DF               | 6  | Dominic Tan            |     | 24' |
| MF               | 15 | Kogileswaran Raj       |     | 46' |
| FW               | 9  | Guilherme de Paula     |     | 46' |
| FW               | 10 | Shahrel Fikri          |     | 71' |
| DF               | 12 | Ariff Farhan Isa       |     | 71' |
| Huấn luyện viên: |    |                        |     |     |
| Tan Cheng Hoe    |    |                        |     |     |

### Campuchia v Lào
| Campuchia                           | 3–0                             | Lào |
| ----------------------------------- | ------------------------------- | --- |
| - Vathanaka 31', 41' - Chanthea 74' | Chi tiết (AFFSZ) Chi tiết (AFF) |     |

| Campuchia | Lào |

| GK               | 1  | Keo Soksela      |  |     |
| RB               | 2  | Ken Chansopheak  |  | 87' |
| CB               | 6  | Tes Sambath      |  |     |
| CB               | 5  | Soeuy Visal (c)  |  |     |
| LB               | 19 | Cheng Meng       |  |     |
| CM               | 10 | Kouch Sokumpheak |  | 75' |
| CM               | 12 | Sos Suhana       |  |     |
| CM               | 16 | Chrerng Polroth  |  | 75' |
| RW               | 9  | Sieng Chanthea   |  |     |
| CF               | 11 | Chan Vathanaka   |  | 61' |
| LW               | 17 | Lim Pisoth       |  | 61' |
| Cầu thủ dự bị:   |    |                  |  |     |
| MF               | 30 | Ean Pisey        |  | 61' |
| FW               | 20 | Nhean Sosidan    |  | 61' |
| MF               | 13 | Min Ratanak      |  | 75' |
| MF               | 8  | Orn Chanpolin    |  | 75' |
| DF               | 25 | Chan Sarapich    |  | 87' |
| Huấn luyện viên: |    |                  |  |     |
| Ryu Hirose       |    |                  |  |     |

| GK               | 1  | Solasak Thilavong          |  |     |
| RB               | 6  | Xeedee Phomsavanh          |  | 45' |
| CB               | 4  | Kaharn Phetsivilay         |  |     |
| CB               | 15 | Thipphachanth Inthavong    |  | 45' |
| LB               | 2  | Photthavong Sangvilay      |  |     |
| RM               | 9  | Kydavone Souvanny          |  | 77' |
| CM               | 10 | Phoutthasay Khochalern (c) |  | 54' |
| CM               | 5  | Phathana Phommathep        |  |     |
| LM               | 17 | Bounphachan Bounkong       |  |     |
| AM               | 18 | Vannasone Douangmaity      |  | 45' |
| CF               | 21 | Billy Ketkeophomphone      |  |     |
| Cầu thủ dự bị:   |    |                            |  |     |
| DF               | 20 | Sengdaovy Hanthavong       |  | 45' |
| FW               | 22 | Chony Wenpaserth           |  | 45' |
| DF               | 3  | Anantaza Siphongphan       |  | 45' |
| DF               | 25 | Loungleung Keophouvong     |  | 54' |
| FW               | 13 | Somxay Keohanam            |  | 77' |
| Huấn luyện viên: |    |                            |  |     |
| V. Selvaraj      |    |                            |  |     |

### Indonesia v Việt Nam
| Indonesia | 0–0                             | Việt Nam |
| --------- | ------------------------------- | -------- |
|           | Chi tiết (AFFSZ) Chi tiết (AFF) |          |

| Indonesia | Việt Nam |

| GK               | 23 | Nadeo Argawinata      |     |     |
| RWB              | 14 | Asnawi Mangkualam (c) | 30' | 70' |
| CB               | 19 | Fachrudin Aryanto     |     |     |
| CB               | 28 | Alfeandra Dewangga    | 20' |     |
| CB               | 5  | Rizky Ridho           |     |     |
| LWB              | 12 | Pratama Arhan         |     |     |
| RM               | 8  | Witan Sulaeman        |     | 79' |
| CM               | 15 | Ricky Kambuaya        |     |     |
| CM               | 13 | Rachmat Irianto       |     | 45' |
| LM               | 25 | Irfan Jaya            |     | 74' |
| CF               | 7  | Ezra Walian           |     |     |
| Cầu thủ dụ bị:   |    |                       |     |     |
| MF               | 6  | Evan Dimas            | 49' | 45' |
| DF               | 16 | Rizky Dwi Febrianto   |     | 70' |
| MF               | 20 | Ramai Rumakiek        |     | 74' |
| MF               | 22 | Yabes Roni            | 88' | 79' |
| Huấn luyện viên: |    |                       |     |     |
| Shin Tae-yong    |    |                       |     |     |

| GK               | 23 | Trần Nguyên Mạnh      |     |     |
| CB               | 16 | Nguyễn Thành Chung    |     | 80' |
| CB               | 3  | Quế Ngọc Hải (c)      |     |     |
| CB               | 4  | Bùi Tiến Dũng         | 61' |     |
| RM               | 17 | Vũ Văn Thanh          |     |     |
| CM               | 14 | Nguyễn Hoàng Đức      |     |     |
| CM               | 11 | Nguyễn Tuấn Anh       |     | 65' |
| LM               | 7  | Nguyễn Phong Hồng Duy |     |     |
| RF               | 19 | Nguyễn Quang Hải      |     | 88' |
| CF               | 10 | Nguyễn Công Phượng    |     | 45' |
| LF               | 20 | Phan Văn Đức          |     | 80' |
| Cầu thủ dự bị:   |    |                       |     |     |
| FW               | 22 | Nguyễn Tiến Linh      |     | 45' |
| FW               | 18 | Hà Đức Chinh          |     | 65' |
| MF               | 6  | Lương Xuân Trường     |     | 80' |
| DF               | 2  | Đỗ Duy Mạnh           |     | 80' |
| FW               | 9  | Nguyễn Văn Toàn       |     | 88' |
| Huấn luyện viên: |    |                       |     |     |
| Park Hang-seo    |    |                       |     |     |

### Việt Nam v Campuchia
| Việt Nam                                                              | 4–0                             | Campuchia |
| --------------------------------------------------------------------- | ------------------------------- | --------- |
| - Nguyễn Tiến Linh 3', 27' - Bùi Tiến Dũng 55' - Nguyễn Quang Hải 57' | Chi tiết (AFFSZ) Chi tiết (AFF) |           |

| Việt Nam | Campuchia |

| GK               | 1  | Bùi Tấn Trường        |  |     |
| CB               | 2  | Đỗ Duy Mạnh           |  |     |
| CB               | 3  | Quế Ngọc Hải (c)      |  |     |
| CB               | 4  | Bùi Tiến Dũng         |  |     |
| RM               | 13 | Hồ Tấn Tài            |  |     |
| CM               | 19 | Nguyễn Quang Hải      |  | 86' |
| CM               | 14 | Nguyễn Hoàng Đức      |  | 79' |
| LM               | 7  | Nguyễn Phong Hồng Duy |  | 45' |
| RF               | 10 | Nguyễn Công Phượng    |  | 45' |
| CF               | 22 | Nguyễn Tiến Linh      |  |     |
| LF               | 20 | Phan Văn Đức          |  | 66' |
| Cầu thủ dự bị:   |    |                       |  |     |
| DF               | 17 | Vũ Văn Thanh          |  | 45' |
| MF               | 6  | Lương Xuân Trường     |  | 45' |
| FW               | 9  | Nguyễn Văn Toàn       |  | 66' |
| MF               | 11 | Nguyễn Tuấn Anh       |  | 79' |
| FW               | 18 | Hà Đức Chinh          |  | 86' |
| Huấn luyện viên: |    |                       |  |     |
| Park Hang-seo    |    |                       |  |     |

| GK               | 22 | Hul Kimhuy       |     |     |
| RB               | 4  | Sareth Krya      |     | 59' |
| CB               | 6  | Tes Sambath (c)  |     | 78' |
| CB               | 15 | Yue Safy         |     |     |
| LB               | 2  | Ken Chansopheak  | 52' |     |
| CM               | 8  | Orn Chanpolin    |     | 69' |
| CM               | 24 | Choun Chanchav   |     |     |
| LM               | 13 | Min Ratanak      |     | 59' |
| RW               | 9  | Sieng Chanthea   |     |     |
| CF               | 11 | Chan Vathanaka   |     | 69' |
| LW               | 17 | Lim Pisoth       |     |     |
| Cầu thủ dự bị:   |    |                  |     |     |
| FW               | 27 | Leng Nora        |     | 59' |
| MF               | 16 | Chrerng Polroth  |     | 59' |
| MF               | 28 | Sin Sovannmakara |     | 69' |
| FW               | 29 | Sa Ty            |     | 69' |
| DF               | 23 | Sor Rotana       |     | 78' |
| Huấn luyện viên: |    |                  |     |     |
| Ryu Hirose       |    |                  |     |     |

### Malaysia v Indonesia
| Malaysia           | 1–4                             | Indonesia                                    |
| ------------------ | ------------------------------- | -------------------------------------------- |
| - Kogileswaran 13' | Chi tiết (AFFSZ) Chi tiết (AFF) | - Irfan 36', 43' - Pratama 50' - Baggott 82' |

| Malaysia | Indonesia |

| GK               | 21 | Khairul Fahmi        |     |     |     |
| RB               | 16 | Rizal Ghazali        |     |     |     |
| CB               | 2  | Dion Cools           |     |     |     |
| CB               | 5  | Junior Eldstål       |     |     |     |
| LB               | 4  | Syahmi Safari        |     |     |     |
| DM               | 8  | Baddrol Bakhtiar (c) |     |     |     |
| RM               | 11 | Safawi Rasid         |     | 45' |     |
| CM               | 24 | Faisal Halim         |     |     |     |
| CM               | 15 | Kogileswaran Raj     |     | 60' |     |
| LM               | 13 | Arif Aiman Hanapi    |     | 60' |     |
| CF               | 20 | Syafiq Ahmad         |     | 77' |     |
| Cầu thủ dự bị:   |    |                      |     |     |     |
| DF               | 6  | Dominic Tan          | 70' | 45' | 89' |
| MF               | 19 | Akhyar Rashid        |     | 60' |     |
| FW               | 9  | Guilherme de Paula   |     | 60' |     |
| FW               | 10 | Shahrel Fikri        |     | 77' |     |
| DF               | 22 | Quentin Cheng        |     | 89' |     |
| Huấn luyện viên: |    |                      |     |     |     |
| Tan Cheng Hoe    |    |                      |     |     |     |

| GK               | 23 | Nadeo Argawinata      |     |       |       |
| RB               | 14 | Asnawi Mangkualam (c) |     |       |       |
| CB               | 19 | Fachrudin Aryanto     |     |       |       |
| CB               | 28 | Alfeandra Dewangga    |     |       |       |
| LB               | 12 | Pratama Arhan         |     |       |       |
| RM               | 25 | Irfan Jaya            |     | 90+3' |       |
| CM               | 13 | Rachmat Irianto       |     | 76'   |       |
| CM               | 15 | Ricky Kambuaya        |     |       |       |
| LM               | 20 | Ramai Rumakiek        | 16' | 45'   |       |
| CF               | 7  | Ezra Walian           | 63' | 64'   |       |
| CF               | 8  | Witan Sulaeman        |     |       |       |
| Cầu thủ dự bị:   |    |                       |     |       |       |
| DF               | 30 | Elkan Baggott         |     | 45'   |       |
| FW               | 9  | Kushedya Yudo         |     | 64'   | 90+3' |
| MF               | 6  | Evan Dimas            |     | 76'   |       |
| FW               | 29 | Hanis Saghara         |     | 90+3' |       |
| MF               | 22 | Yabes Roni            |     | 90+3' |       |
| Huấn luyện viên: |    |                       |     |       |       |
| Shin Tae-yong    |    |                       |     |       |       |

## Kỷ luật
| Cầu thủ             | Phạm lỗi                                                              | Đình chỉ                                               |
| ------------------- | --------------------------------------------------------------------- | ------------------------------------------------------ |
| Ken Chansopheak     | trong trận đấu Bảng B v Malaysia (lượt trận 3; 6 tháng 12 năm 2021)   | Đội đã bị loại khỏi giải đấu                           |
| Ken Chansopheak     | trong trận đấu Bảng B v Việt Nam (lượt trận 5; 19 tháng 12 năm 2021)  | Đội đã bị loại khỏi giải đấu                           |
| Ramai Rumakiek      | trong trận đấu Bảng B v Campuchia (lượt trận 2; 9 tháng 12 năm 2021)  | Bán kết lượt đi v Singapore (22 tháng 12 năm 2021)     |
| Ramai Rumakiek      | trong trận đấu Bảng B v Malaysia (lượt trận 5; 19 tháng 12 năm 2021)  | Bán kết lượt đi v Singapore (22 tháng 12 năm 2021)     |
| Aphixay Thanakhanty | trong trận đấu Bảng B v Malaysia (lượt trận 2; 9 tháng 12 năm 2021)   | Bảng B v Campuchia (lượt trận 4; 15 tháng 12 năm 2021) |
| Aphixay Thanakhanty | trong trận đấu Bảng B v Indonesia (lượt trận 3; 12 tháng 12 năm 2021) | Bảng B v Campuchia (lượt trận 4; 15 tháng 12 năm 2021) |